# 山口孝史
山口 孝史（やまぐち たかふみ、1977年6月13日 - ）は、日本の男性声優。福岡県出身。マウスプロモーション附属俳優養成所卒業。以前はスターダス・21に所属していた。

## 出演作品
※太字はメインキャラクター

### テレビアニメ
- 銀魂（青年、党員B）
- 銀魂'（オペレーター）
- 黒執事（プルートゥ、馬車の男、兵士）
- 黒執事II（駅手（誘拐犯）、客）
- ふたりはプリキュア Splash Star（新田純平）
- モノクローム・ファクター（審判）

### ゲーム
- 龍が如く（田中シンジ）

### 吹き替え
- エキストラ
- カエルになった王子様
- 科学ファミリー ラボラッツ（アダム）
- ジャイアント
- ジャスミンの花開く
- 新装開店
- チュパカブラ
- トウキョウアンダーグラウンド
- ビクトリアス
- マイヒーロー
- ミディアム6 霊能者アリソン・デュボア
- ゾーイの秘密アプリ（ジャクソン）
- 妖精武門
- 四姉妹物語
- ラッキーガイ